# Сваггерт, Джимми
Джимми Ли Сваггерт (англ. Jimmy Lee Swaggart; 15 марта 1935, Ферридей, штат Луизиана, США — 1 июля 2025, Батон-Руж) — американский пятидесятнический евангелист, христианский певец, пианист, пастор и автор христианских книг.
Своей наибольшей популярности он достиг в начале 1980-х годов, когда его телепередачи транслировались многочисленными (более 3000) телеканалами и кабельными операторами каждую неделю. В начале 1990-х годов его телепрограммы были также доступны на территории бывшего Советского Союза. Сваггерт владел собственным телевизионным каналом.
Сексуальные скандалы с проститутками, в которых он был замешан в конце 1980-х и начале 1990-х годов, привели к тому, что Всемирное братство Ассамблей Бога исключило Сваггерта из своих рядов. Кроме того, он временно ушёл с поста главы организации «Миссия Джимми Сваггерта» (Jimmy Swaggart Ministries).
Телевизионное евангельское шоу Сваггерта, которое началось в 1971 году, в настоящее время продолжает вещать как в США, так и на международном уровне. Его еженедельные ТВ-передачи «Jimmy Swaggart Telecast» и «A Study in the Word» транслируются по всей территории США и на 78 каналах в 104 странах мира, а также через интернет.

## Скандалы с проститутками
В 1988 году Джимми Сваггерт был замешан в сексуальном скандале с проституткой, в результате чего Ассамблеи Бога временно отстранили его от служения и в конечном итоге лишили сана. Но, несмотря на это, Сваггерт стал независимым, внеконфессиональным пятидесятническим священником, основав собственное Служение Джимми Сваггерта в Центре Семейного Поклонения в Батон-Руж, штат Луизиана, а также сеть радиовещания Sonlife (SBN), которую можно увидеть в Соединённых Штатах и других странах. На территорию СССР телепередача транслируется в незашифрованном виде через спутниковую систему Intelsat.
Три года спустя Сваггерт во второй раз был обнаружен в компании проститутки. Его остановил полицейский за нарушение правил дорожного движения. С ним в машине была женщина, по словам которой, Сваггерт остановился, чтобы предложить ей секс на обочине дороги. Позже она рассказала репортерам: «Он просил меня о сексе. Я имею в виду, что именно поэтому он меня остановил. Ради того, чем я и занимаюсь: я проститутка». На этот раз, вместо того, чтобы исповедоваться в своих грехах перед собранием своей церкви, Сваггерт просто заявил: «Господь сказал мне, что это не ваше дело». Сын Сваггерта Донни затем объявил аудитории, что его отец временно уйдет с поста главы служения Джимми Сваггерта на «время исцеления и консультирования».
Вследствие этих происшествий Служение Сваггерта стало неаффилированным, внеконфессиональным и значительно меньшим по масштабу, чем в свои доскандальные годы.

## Печатные издания
В 2005 году в США вышло в свет издание Библии «The Expositor’s Study Bible» с комментариями Джимми Сваггерта буквально к каждому её стиху. В 2012 году данное издание вышло на русском языке.

## Семья
10 октября 1952 года Сваггерт женился на Фрэнсис Сваггерт (девичья фамилия Андерсон, родилась 9 августа 1937 года).
18 октября 1954 года у них родился сын Донни, названный в честь умершего в младенченстве брата Джимми Сваггерта. У пары также есть трое внуков и десять правнуков Эбби, Кэролайн, Маккензи, Саманта, Зак, Райдер и другие.
Донни и его сын Габриэль также являются проповедниками, благодаря чему в служении участвуют три поколения семьи Сваггертов.

### Смерть
Сваггерт умер 1 июля 2025 года в возрасте 90 лет в больнице в Батон-Руж после перенесённого 15 июня сердечного приступа.